# Open d'Austràlia 2023
L'Open d'Austràlia 2023, conegut oficialment com a Australian Open 2023, és un esdeveniment de tennis disputat sobre pista dura que pertany a la categoria de Grand Slam. La 111a edició del torneig se celebrà entre el 16 i el 29 de gener de 2023 al Melbourne Park de Melbourne, Austràlia.

## Resum
- El serbi Novak Đoković va aconseguir el desè títol individual de l'Open d'Austràlia, estenent la seva fita de major nombre de títols d'aquest torneig, a la vegada que va igualar els 22 títols individuals de Grand Slam de Nadal. En la final va derrotar el grec Stéfanos Tsitsipàs, que disputava la segona final individual de Grand Slam, ambdues perdudes enfront Đoković. Degut als resultats del torneig, el vencedor de la final escalava fins al número 1, de manera que Đoković va recuperar aquest lloc per estendre el seu rècord.[1][2]

- La belarussa Arina Sabalenka va guanyar el primer títol de Grand Slam individual del seu palmarès, tot i que ja n'havia aconseguit dos en categoria de dobles femenins, de fet, compta les finals de Grand Slam per victòries. En la final va derrotar la kazakh Ielena Ribàkina, que ja era guanyadora d'un títol de Grand Slam.[3][4]

- La parella australiana formada per Rinky Hijikata i Jason Kubler van sorprendre a la resta de parelles ja que van accedir al torneig per invitació de l'organització i era el primer torneig que disputaven junts, van esdevenir la cinquena parella que aconseguir aquesta fita en aquest torneig. Els seus rivals en la final, el monegasc Hugo Nys i el polonès Jan Zieliński van disputar la seva primera final de Grand Slam.[5]

- La parella txeca formada per Barbora Krejčíková i Kateřina Siniaková van retenir el títol i el setè títol de Grand Slam juntes. Van demostrar novament el seu domini en els torneigs importants amb la 24a victòria consecutiva en torneigs de Grand Slam, un total de quatre títols de Grand Slam consecutius en els quals han participat. En la final van derrotar les japoneses Shuko Aoyama i Ena Shibahara, que debutaven en una final de Grand Slam.[6]

- La parella formada pels brasilers Luisa Stefani i Rafael Matos van guanyar el primer títol de Grand Slam de la seva trajectòria, i van esdevenir la primera parella brasilera en aconseguir un títol de Grand Slam. En la final van derrotar la parella índia formada per Sania Mirza i Rohan Bopanna, que en el cas de Mirza, disputava el seu darrer torneig de Grand Slam per retirar-se en poques setmanes.[7][8]

## Campions/es

### Elit
| Categoria          | Campions/es                           | Finalistes                 | Resultat            |
| ------------------ | ------------------------------------- | -------------------------- | ------------------- |
| Individual masculí | Novak Đoković                         | Stéfanos Tsitsipàs         | 6−3, 7−6(4), 7−6(5) |
| Individual femení  | Arina Sabalenka                       | Ielena Ribàkina            | 4−6, 6−3, 6−4       |
| Dobles masculins   | Rinky Hijikata Jason Kubler           | Hugo Nys Jan Zieliński     | 6−4, 7−6(4)         |
| Dobles femenins    | Barbora Krejčíková Kateřina Siniaková | Shuko Aoyama Ena Shibahara | 6−4, 6−3            |
| Dobles mixts       | Luisa Stefani Rafael Matos            | Sania Mirza Rohan Bopanna  | 7−6(2), 6−2         |

### Júniors
| Categoria          | Campions/es                       | Finalistes                    | Resultat            |
| ------------------ | --------------------------------- | ----------------------------- | ------------------- |
| Individual masculí | Alexander Blockx                  | Learner Tien                  | 6−1, 2−6, 7−6(9)    |
| Individual femení  | Alina Korneeva                    | Mirra Andreeva                | 6−7(2), 6−4, 7−5    |
| Dobles masculins   | Learner Tien Cooper Williams      | Alexander Blockx João Fonseca | 6−4, 6−4            |
| Dobles femenins    | Renáta Jamrichová Federica Urgesi | Hayu Kinoshita Sara Saito     | 7−6(5), 1−6, [10−7] |

## Distribució de punts i premis

### Distribució de punts
| Esdeveniment       | G    | F    | SF  | QF  | 4a ronda | 3a ronda | 2a ronda | 1a ronda | Q  | Q3 | Q2 | Q1 |
| Individual masculí | 2000 | 1200 | 720 | 360 | 180      | 90       | 45       | 10       | 25 | 16 | 8  | 0  |
| Dobles masculins   | 2000 | 1200 | 720 | 360 | 180      | 90       | 0        | −        | −  | −  | −  | −  |
| Individual femení  | 2000 | 1300 | 780 | 430 | 240      | 130      | 70       | 10       | 40 | 30 | 20 | 2  |
| Dobles femenins    | 2000 | 1300 | 780 | 430 | 240      | 130      | 10       | −        | −  | −  | −  | −  |

### Distribució de premis
| Esdeveniment | G         | F         | SF      | QF      | 4a ronda | 3a ronda | 2a ronda | 1a ronda | Q3     | Q2     | Q1     |
| Individual   | 2.875.000 | 1.575.000 | 895.000 | 538.500 | 328.000  | 221.000  | 154.000  | 103.000  | 53.500 | 35.500 | 25.250 |
| Dobles       | 675.000   | 360.000   | 205.000 | 113.000 | 65.250   | 45.100   | 30.050   | −        | −      | −      | −      |
| Dobles mixts | 190.000   | 100.000   | 50.000  | 24.000  | 12.000   | 6.250    | −        | −        | −      | −      | −      |

- Els premis són en dòlars australians.
- Els premis de dobles són per equip.